# Oleodotto Baku-Batumi
L'oleodotto Baku-Batumi è il nome dato a diversi oleodotti e progetti di oleodotti per il trasporto di cherosene e petrolio greggio dalla regione del Caspio al terminal petrolifero georgiano di Batumi sul Mar Nero. Quando fu costruito per la prima volta nel 1906, era l'oleodotto di cherosene più lungo del mondo.

## Oleodotto per il trasporto del cherosene
Nel XIX secolo insieme agli sviluppi petroliferi nell'area di Baku, aumentò la necessità di costruire un oleodotto da Baku al Mar Nero. Nel 1877-78, Herbert W.C. Tweddle, un ingegnere petrolifero e chimico americano, e Konstantin Bodisko, un funzionario del Ministero delle finanze russo, proposero quattro opzioni per gli oleodotti del Mar Caspio e del Mar Nero. La proposta dell'oleodotto fu presentata anche dall'ingegnere minerario e industriale russo Ivan Ilimov nel 1878. Nel 1880, Dmitri Mendeleev propose la costruzione dell'oleodotto Baku-Batum per garantire il trasporto del petrolio di Baku al mercato mondiale.
L'idea prese slancio nel 1883, dopo l'apertura della ferrovia del Caucaso meridionale. Nel 1884, l'ingegnere capo Vladimir Shukhov di una società di ingegneria Bari, Sytenko & Co. pubblicò un progetto e una stima dell'oleodotto Baku-Batum. Il progetto tecnico del gasdotto fu successivamente progettato da Shukhov. Nel 1885, Ivan Ilimov fondò la società Caspian and Black Sea Oil Pipeline. La concessione per fondare la Società dell'oleodotto Caspio-Mar Nero fu concessa a Ilimov nel dicembre 1887. Tuttavia, lo schema finanziario proposto non fu accettato e nel 1891 la costruzione dell'oleodotto fu rinviata in quanto prematura.
Nel 1886, un gruppo di industriali di Baku chiese il permesso di costruire il proprio oleodotto transcaucasico. L'idea fu sostenuta dall'industriale azero Zeynalabdin Taghiyev che scrisse una lettera al principe Alexander Mikhailovich Dondukov-Korsakov, il governatore del Caucaso. Gli uomini d'affari locali guidati da Aghabala Quliyev crearono una società per azioni per la costruzione dell'oleodotto. Tuttavia, la decisione del governo di procedere fu adottata solo nel 1893.
Il 23 maggio 1896, il Consiglio di Stato di Russia adottò una decisione per la costruzione di una conduttura lungo la ferrovia transcaucasica e i lavori preparatori iniziarono nello stesso anno. Nella prima fase fu costruita la sezione Batum-Mikhailovo (Khashuri), terminata nel 1906.  L'inaugurazione ufficiale ebbe luogo il 24 luglio 1907 a Tiflisi (Tbilisi).
Il primo oleodotto era una conduttura di cherosene con una lunghezza totale di 885 km e 16 stazioni di pompaggio. Il diametro dell'oleodotto era principalmente di 8 pollici (200 mm), ma alcune parti avevano un diametro di 10 pollici (250 mm) e 12 pollici (300 mm). I tubi erano prodotti negli stabilimenti di Mariupol', Sosnovitsy ed Ekaterinoslav (oggi Dnipro). La capacità iniziale dell'oleodotto era di 980.000 tonnellate di cherosene all'anno. Le stazioni di pompaggio erano dotate di pompe a stantuffo della Worthington Corporation, azionate da motori a vapore e a diesel. L'oleodotto era all'epoca la conduttura più lunga del mondo.
Dopo la rivoluzione bolscevica, le consegne di cherosene attraverso l'oleodotto furono rilanciate nel marzo 1921 e il 20 maggio 1921 arrivò a Batum la prima consegna di cherosene. Dopo il 1936 Batum fu ribattezzata Batumi. Nel 1925, la conduttura per il trasporto di cherosene fu riadattata come oleodotto.

## Oleodotto per il trasporto di greggio
Il progetto per un nuovo oleodotto (seconda linea) fu proposto nel 1924. Nel 1925, l'Unione Sovietica tenne trattative con società francesi per istituire una joint venture per la costruzione e gestione dell'oleodotto Baku-Batum. L'intenzione era quella di utilizzare l'oleodotto per l'esportazione di petrolio in Europa, principalmente in Francia. Tuttavia, i negoziati fallirono così come i negoziati con le società statunitensi. Nel 1927 la costruzione dell'oleodotto fu affidata ad Azneft, una compagnia petrolifera azera. Il progettista e direttore dei lavori era A.V. Bulgakov.
La costruzione iniziò nel maggio 1928 e l'oleodotto fu aperto il 30 aprile 1930. Riforniva principalmente la raffineria di Batum.
L'oleodotto di greggio aveva un diametro di 10 pollici (250 mm) e una lunghezza di 834 km. Aveva 13 stazioni di pompaggio ciascuna dotata di tre pompe diesel da 360 CV.La conduttura consisteva di 60.000 tubi di fabbricazione tedesca per un peso totale di oltre 54.000 tonnellate. I motori diesel per l'oleodotto furono acquistati da MAN AG, le pompe da Crossley e i generatori da Theodor Bergmann.
I lavori di costruzione furono eseguiti su tre sezioni contemporaneamente. Il punto più alto era a 823 metri sul livello del mare. I primi 21 km lungo la sezione Batum-Mikhailovo (Khashuri) furono completati il 13 febbraio 1929; i secondi 363 km, che rappresentavano il tratto lungo da Mingechaur (Mingachevir) a Mikhailovo (Khashuri) furono completati il 15 dicembre 1929; infine i terzi 248 km lungo la sezione Baku-Mingechaur (Mingachevir) furono completata il 13 febbraio 1930. L'oleodotto costò 49 milioni di rubli.
L'oleodotto non era in grado di trasportare petrolio nella quantità prevista e la capacità dovette essere aumentata a 750.000 tonnellate. Nell'agosto 1942, l'oleodotto fu smantellato in relazione alla minaccia di penetrazione delle truppe tedesche in quella direzione e i suoi tubi furono utilizzati per la costruzione dell'oleodotto Astrachan'-Saratov. Negli anni '90, alcune parti dell'oleodotto furono utilizzate per la costruzione dell'oleodotto Baku-Supsa.

## Proposte di nuovi oleodotti
Ci furono diverse proposte per un nuovo oleodotto Baku-Batumi. Nel 1994-1998 fu costruito l'oleodotto Baku-Supsa, che utilizzava in parte le vecchie tubazioni dell'oleodotto Baku-Batum. Il 2 marzo 1998, Chevron Corporation accettò di ricostruire il preesistente oleodotto Khashuri-Batumi e l'oleodotto Dubandi (Baku)-Khashuri. Tuttavia, nel maggio 2001 Chevron annullò questo progetto e iniziò a spedire il suo petrolio dal campo di Tengiz attraverso l'oleodotto CPC.
La compagnia petrolifera nazionale del Kazakistan KazMunayGas, proprietaria del terminale petrolifero di Batumi mostrò interesse per la costruzione di un nuovo oleodotto Baku-Batumi, insieme alle proposte di connessioni Trans-Caspiche e del Batumi-Constanţa che avrebbero rifornito le raffinerie di petrolio KazMunayGas in Romania (Rompetrol) e un raffineria prevista a Batumi.